# 夢幻戦記
『夢幻戦記』（むげんせんき）は、栗本薫による伝奇SF。

## 概要
新選組一番組長沖田総司を主人公に、幕末時代とファンタジーの世界を融合させて物語が展開していく。
1997年12月にハルキ・ノベルス（角川春樹事務所）の創刊にともない、書き下ろしで刊行が開始された。表紙は笠井あゆみが手がけている。2006年5月までに15巻が刊行されたが、その後は刊行が途絶えていた。著者が死去したため未完に終わった。

## あらすじ
沖田総次郎は自分が他の子供たちと違う「力」をもっていることを幼い頃から理解していた。その総次郎のもとにさまざまな怪物が送り込まれ、総次郎は自らの秘められた力でそれらをしりぞけていく。しかし、総次郎の前世を仇としてつけねらうサキ・ローランドや、総次郎の持つ夢幻公子の力を得ようとする魔女プロセルピナ達が総次郎に襲いかかる。総次郎は山南敬助の姿を取るケイルローン・ヴァンダレスや、斉藤一の姿を取る夢幻戦士エウリノームたちとともに戦っていく。子供の頃は自分の力を十分に制御することが出来ずに、危機の時のみに力を使っていたが、徐々に東海公子としての力を発揮し、送り込まれてくる敵を倒すことが出来るようになる。江戸でも京都でも総司の力を自分のものにしようとするさまざまな魔物が総司に襲いかかる。総司は愛刀菊一文字を手に戦いを続けるのだった。

## 主要な登場人物
沖田総司（幼名：惣次郎）
後の新撰組一番組組長。時空間を自由に跳躍する能力を持つ。夢幻公子の転生であり、夢を現実にする能力を持つ。
サキ・ローランド
アトランの第一公子。美しい邪悪な顔をした若者。アトランを総次郎の転生である東海公子リーンに滅ぼされたことを恨み惣次郎を狙う。
ウラニア
サキ・ローランドの妹。白銀の髪と紫のひとみをもつ美女。
ケイルローン・ヴァンダレス
東海公子の守護者。現世では山南敬助の姿を取り、総司を守る。

## 作品一覧
ハルキ・ノベルス 刊
1. 夢幻戦記1 総司地獄変上 （1997年12月8日発行） ISBN 4-89456-203-0
2. 夢幻戦記2 総司地獄変下 （1998年4月8日発行） ISBN 4-89456-210-3
3. 夢幻戦記3 総司斬月剣上 （1998年8月8日発行） ISBN 4-89456-216-2
4. 夢幻戦記4 総司斬月剣下 （1998年10月8日発行） ISBN 4-89456-219-7
5. 夢幻戦記5 総司夢幻行上 （1998年12月8日発行） ISBN 4-89456-222-7
6. 夢幻戦記6 総司夢幻行下 （1999年4月8日発行） ISBN 4-89456-228-6
7. 夢幻戦記7 総司西征譜上 （1999年10月8日発行） ISBN 4-89456-237-5
8. 夢幻戦記8 総司西征譜下 （1999年12月8日発行） ISBN 4-89456-239-1
9. 夢幻戦記9 総司星雲変上 （2001年3月8日発行） ISBN 4-89456-281-2
10. 夢幻戦記10 総司星雲変下 （2001年8月8日発行） ISBN 4-89456-291-X
11. 夢幻戦記11 総司乱菊抄上 （2002年3月18日発行） ISBN 4-89456-253-7
12. 夢幻戦記12 総司乱菊抄下 （2003年2月8日発行） ISBN 4-7584-2056-4
13. 夢幻戦記13 総司紅蓮城上 （2003年12月8日発行） ISBN 4-7584-2008-4
14. 夢幻戦記14 総司紅蓮城下 （2005年12月8日発行） ISBN 4-7584-2051-3
15. 夢幻戦記15 総司無明陣上 （2006年5月28日発行） ISBN 4-7584-2056-4

## コミック
夢幻戦記をもとにして描かれたコミック作品としては、以下のものがある。
- 『夢幻戦記 1』（行徒画 河田雄志構成 / ジャイブ CR COMICS）（2007年2月3日発行 ISBN 978-4-86176-367-0）
『栗本薫 THE COMIC グイン・サーガ』（ジャイブ 2006年9月23日発行 ISBN 978-4-86176-328-1）に収録された第一話に加筆したもの。